# Ballstraße 48 (Quedlinburg)

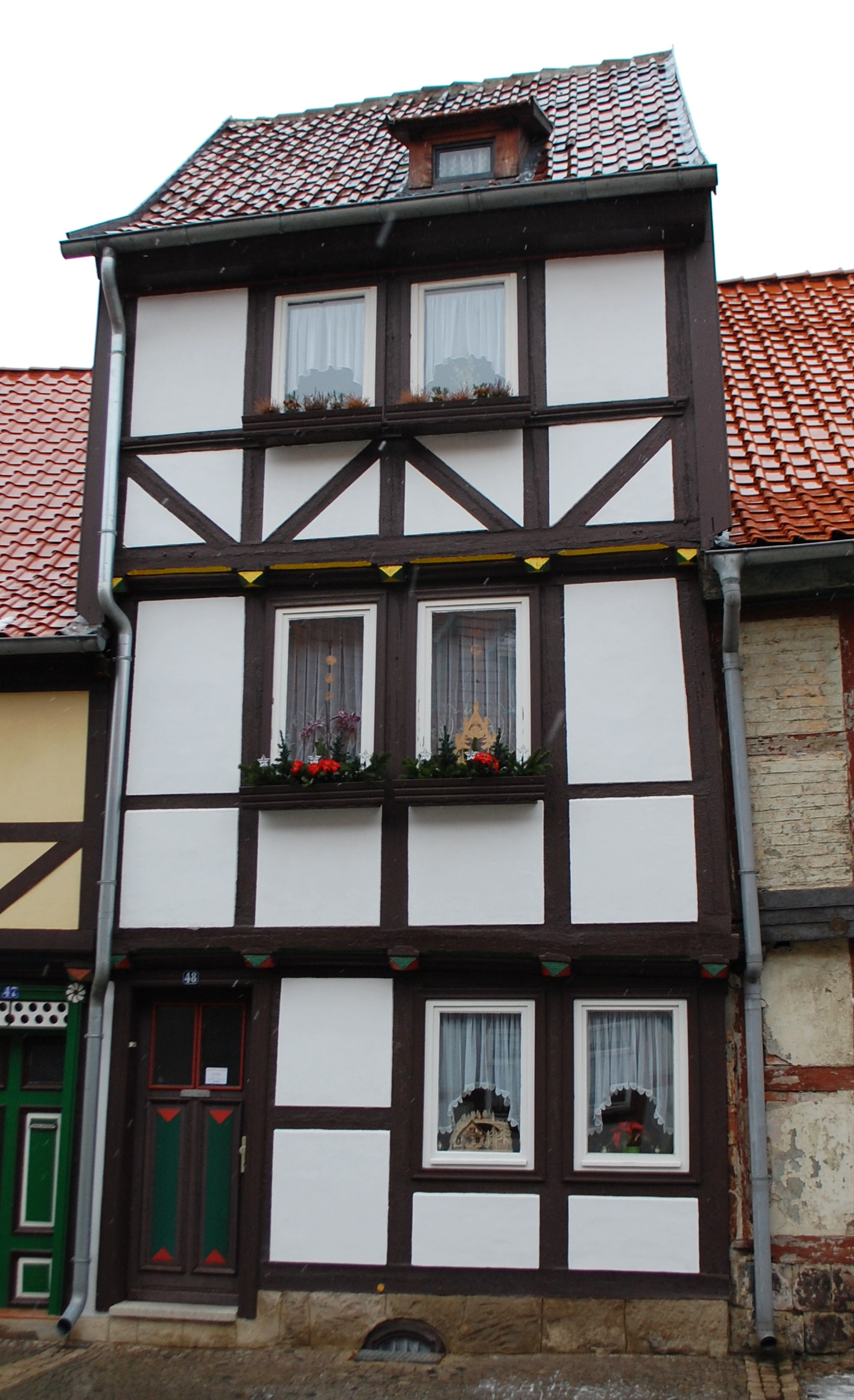
Ballstraße 48

Das Haus Ballstraße 48 ist ein denkmalgeschütztes Gebäude in der Stadt Quedlinburg in Sachsen-Anhalt.

## Lage
Es befindet sich im östlichen Teil der historischen Quedlinburger Neustadt und gehört zum UNESCO-Weltkulturerbe. Nördlich grenzt das gleichfalls denkmalgeschützte Haus Ballstraße 47 an.

## Architektur und Geschichte
Das dreigeschossige Fachwerkhaus entstand nach einer Inschrift an der Stockschwelle im Jahr 1700 durch den Baumeister L.Z.M. Im Quedlinburger Denkmalverzeichnis ist das Haus als Wohnhaus eingetragen. Es überragt die angrenzenden nur zweigeschossigen Gebäude.
Die Fachwerkfassade weist eine abgefaste Schwelle, Pyramidenbalkenköpfe und Füllhölzer mit Längsprofil auf.